# Tsacasia wagneri
Tsacasia wagneri là một loài ruồi trong họ Asilidae. Tsacasia wagneri được Artigas & Papavero miêu tả năm 1995. Loài này phân bố ở vùng Tân nhiệt đới.